# Centri abitati della Terra di Lavoro
Sono qui riportati i nomi dei centri abitati appartenenti alla Terra di Lavoro, indicati in ordine alfabetico secondo la forma di più antica attestazione, che compare (quando diversa) in corsivo.
| Nome                                                                                  |  |
| ------------------------------------------------------------------------------------- |  |
| Acerra (NA)                                                                           |  |
| Acqua Fundata, Acquafondata (FR)                                                      |  |
| Adaito                                                                                |  |
| Ailano (CE)                                                                           |  |
| Alife (CE)                                                                            |  |
| Alino, Atino Atina (FR)                                                               |  |
| Alvignanello frazione di Ruviano (CE)                                                 |  |
| Alvignano (CE)                                                                        |  |
| Alvino Alvito (FR)                                                                    |  |
| Ameruso Amorosi (BN)                                                                  |  |
| Aquino (FR)                                                                           |  |
| Arce (FR)                                                                             |  |
| Arienzo (CE)                                                                          |  |
| Arpino (FR)                                                                           |  |
| Avella (AV)                                                                           |  |
| Aversa (CE)                                                                           |  |
| Auria                                                                                 |  |
| Bagnulo                                                                               |  |
| Baia                                                                                  |  |
| Baiano (AV)                                                                           |  |
| Bello monte, Belmonte Belmonte Castello (FR)                                          |  |
| Brocco Broccostella (FR)                                                              |  |
| Caianello (CE)                                                                        |  |
| Caiazzo (CE)                                                                          |  |
| Caivano (NA)                                                                          |  |
| Calvi                                                                                 |  |
| Camini Camino, frazione di Rocca d'Evandro (CE)                                       |  |
| Campagnano Castel Campagnano (CE)                                                     |  |
| Campli Campoli Appennino (FR)                                                         |  |
| Campo de mele Campodimele (LT)                                                        |  |
| Cannito                                                                               |  |
| Capua (CE)                                                                            |  |
| Carinola (CE)                                                                         |  |
| Casaluce (CE)                                                                         |  |
| Casalvieri (FR)                                                                       |  |
| Caserta                                                                               |  |
| Caspuli, Caspoli Pozzilli (IS)                                                        |  |
| Castell' a mare del Volturno                                                          |  |
| Castel honorato Castellonorato, frazione di Formia (LT)                               |  |
| Castel forte Castelforte (LT)                                                         |  |
| Castellone, Castiglione* Castellone al Volturno, frazione di Castel San Vincenzo (IS) |  |
| Castel nuovo di San Germano                                                           |  |
| Castel nuovo di San Vincenzo Castel San Vincenzo (IS)                                 |  |
| Castel Vetere                                                                         |  |
| Castelluzzo, Castelluccio Castelliri (FR)                                             |  |
| Castrocieli palizi, Castroceli Castrocielo (FR)                                       |  |
| Cerrito                                                                               |  |
| Cerro Cerro al Volturno (IS)                                                          |  |
| Cervaro (FR)                                                                          |  |
| Cicala, Cecala Castelcicala, frazione di Nola (NA)                                    |  |
| Cicciano (NA)                                                                         |  |
| Ciorlano (CE)                                                                         |  |
| Civitella                                                                             |  |
| Cocorozzo, Cocuruzo Cocuruzzo, frazione di Rocca d'Evandro (CE)                       |  |
| Colle dell'Abbadia                                                                    |  |
| Colle de San Mango, Colle Santo Mango Colle San Magno (FR)                            |  |
| Conca Conca della Campania (CE)                                                       |  |
| -, Coreno Coreno Ausonio (FR)                                                         |  |
| Crapiata, Capriata Capriati a Volturno (CE)                                           |  |
| Cuiano                                                                                |  |
| Dragoni                                                                               |  |
| Ducenta                                                                               |  |
| Durazzano (BN)                                                                        |  |
| Faicchio (BN)                                                                         |  |
| Feudo della Cerra                                                                     |  |
| Fontana Fontana Liri (FR)                                                             |  |
|                                                                                       |  |
| Mola di Gaeta e Castellone Formia (LT)                                                |  |
| Fossa ceca Fontegreca (CE)                                                            |  |
| Frasso                                                                                |  |
| Fratta, Fratte Ausonia (FR)                                                           |  |
| Fundi Fondi (LT)                                                                      |  |
| Gaeta (LT)                                                                            |  |
| Gallinaro (FR)                                                                        |  |
| Gallo frazione di Roccamonfina (CE)                                                   |  |
| Galluccio (CE)                                                                        |  |
| Gioia                                                                                 |  |
| Guardia san framundo Guardia Sanframondi (BN)                                         |  |
| Ischia (NA)                                                                           |  |
| Isola Isola del Liri (FR)                                                             |  |
| Itro Itri (LT)                                                                        |  |
| Larino                                                                                |  |
| Lauro (AV)                                                                            |  |
| Lenola (LT)                                                                           |  |
| Limata                                                                                |  |
| Limatula Limatola (BN)                                                                |  |
| Lothino Letino (CE)                                                                   |  |
| Maddaloni (CE)                                                                        |  |
| Maranola frazione di Formia (LT)                                                      |  |
| Marianella Mariglianella (NA)                                                         |  |
| Marigliano (NA)                                                                       |  |
| Marzano Marzano Appio (CE)                                                            |  |
| Marzanello frazione di Vairano Patenora (CE)                                          |  |
| Massa di Sorrento                                                                     |  |
| Massa superiore                                                                       |  |
| Massa inferiore                                                                       |  |
| Mastrata Mastrati, frazione di Pratella (CE)                                          |  |
| Melizzano (BN)                                                                        |  |
| Mignano Mignano Monte Lungo (CE)                                                      |  |
| Mognano, Mugliano Mugnano del Cardinale (AV)                                          |  |
| Mola                                                                                  |  |
| Mont'Aquila Montaquila (IS)                                                           |  |
| Montanaro                                                                             |  |
| Monticello, Portello Monte San Biagio (LT)                                            |  |
| Morrone                                                                               |  |
| Napoli                                                                                |  |
| Nola (NA)                                                                             |  |
| Ottaiano Ottaviano (NA)                                                               |  |
| Palma Palma Campania (NA)                                                             |  |
| Pasta, Posta Posta Fibreno (FR)                                                       |  |
| Pastena (FR)                                                                          |  |
| Pedemonte dell'abbadia, Piedimonte Piedimonte San Germano (FR)                        |  |
| Pedemonte d'Alife                                                                     |  |
| Petra molara Pietramelara (CE)                                                        |  |
| Petra di vairano, Petravairana Pietravairano (CE)                                     |  |
| Petra roia Pietraroja (BN)                                                            |  |
| Pianisco, Pecenisco Picinisco (FR)                                                    |  |
| Pico (FR)                                                                             |  |
| Pico solare, Pesco solare Pescosolido (FR)                                            |  |
| Pizzone (IS)                                                                          |  |
| Pomigliano d'Arco (NA)                                                                |  |
| Pontelatrone                                                                          |  |
| Pozzuolo Pozzuoli (NA)                                                                |  |
| Prata di valle                                                                        |  |
| Pratella (CE)                                                                         |  |
| Presenzano (CE)                                                                       |  |
| Procida (NA)                                                                          |  |
| Puglianello (BN)                                                                      |  |
| Quatrella Quadrelle (AV)                                                              |  |
| Raiano                                                                                |  |
| Riardo (CE)                                                                           |  |
| Rocca d'Evandro                                                                       |  |
| Rocca guglielma Esperia (FR)                                                          |  |
| Rocca di Mondragone                                                                   |  |
| Rocca Monfina Roccamonfina (CE)                                                       |  |
| Rocca Piporozza, Rocca Piperozza Roccapipirozzi, frazione di Sesto Campano (IS)       |  |
| Rocca rainola Roccarainola (NA)                                                       |  |
| Rocca ravinola Roccaravindola, frazione di Montaquila (IS)                            |  |
| Rocca romana Roccaromana (CE)                                                         |  |
| Rocca secca Roccasecca (FR)                                                           |  |
| Rocchetta dell'abbadia*                                                               |  |
| Rocchetta di Calvi, Rochetta Rocchetta, frazione di Rocchetta e Croce (CE)            |  |
| S. Ambrosio dell'abbadia                                                              |  |
| Sant'Andrea Sant'Andrea del Garigliano (FR)                                           |  |
| S. Angelo ravisanine                                                                  |  |
| S. Angelo intodice                                                                    |  |
| Santo Donato San Donato Val di Comino (FR)                                            |  |
| Santo Elia Sant'Elia Fiumerapido (FR)                                                 |  |
| Santo Felice San Felice Circeo (LT)                                                   |  |
| San Germano Cassino (FR)                                                              |  |
| San Giovanni Incarico (FR)                                                            |  |
| S. Giorgio dell'Abbadia                                                               |  |
| S. Laurenzello                                                                        |  |
| S. Laurenzo                                                                           |  |
| S. Maria dell'oliveto frazione di Pozzilli (IS)                                       |  |
| Santo Padre Santopadre (FR)                                                           |  |
| Santo Pietro San Pietro Infine (CE)*                                                  |  |
| Santo Ponaro Sant'Apollinare (FR)                                                     |  |
| S. Salvatore                                                                          |  |
| Santo Vincenzo Castel San Vincenzo (IS)*                                              |  |
| Santo Vittore San Vittore del Lazio (FR)                                              |  |
| Scapoli (IS)                                                                          |  |
| Schiavi Fontechiari (FR)                                                              |  |
| Sessa                                                                                 |  |
| Sesto Sesto Campano (IS)                                                              |  |
| Sette frati Settefrati (FR)                                                           |  |
| Somma Somma Vesuviana (NA)                                                            |  |
| Sora (FR)                                                                             |  |
| Sorrento                                                                              |  |
| Soropaca di S. Martino                                                                |  |
| Sperlonga (LT)                                                                        |  |
| Spigno Spigno Saturnia (LT)                                                           |  |
| Striano (NA)                                                                          |  |
| Suio , frazione di Castelforte (LT)                                                   |  |
| Thelese Telese Terme (BN)                                                             |  |
| Tiano                                                                                 |  |
| Tora Tora e Piccilli (CE)                                                             |  |
| Torre della Nuntiata Torre Annunziata (NA)                                            |  |
| Torre de Francolise                                                                   |  |
| Torella, Terella Terelle (FR                                                          |  |
| Torello                                                                               |  |
| Traieto, Traietto Minturno (LT)                                                       |  |
| Trentola                                                                              |  |
| Trocchio                                                                              |  |
| Vaiano                                                                                |  |
| Valla di Caserta                                                                      |  |
| Valle fredda Vallemaio (FR)                                                           |  |
| Valle di Prata                                                                        |  |
| Valle rotonda Vallerotonda (FR)                                                       |  |
| Valle di Scafata                                                                      |  |
| Vandre, Rocca d'uandre Rocca d'Evandro (CE)                                           |  |
| Venafro (IS)                                                                          |  |
| Vetticuso, Vitticoso Viticuso (FR)                                                    |  |
| Vicalvo Vicalvi (FR)                                                                  |  |
| Vico di Pantano Villa Literno (CE)                                                    |  |
| Vico di Sorrento Vico Equense (NA)                                                    |  |